# Francisco Hernández de Córdoba (odkrywca Jukatanu)

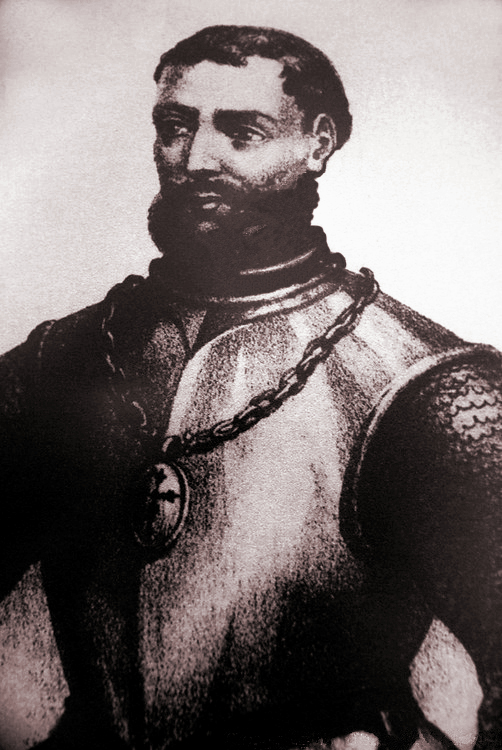

Francisco Hernández de Córdoba lub Córdova, ur. ?, zm. w 1517) – konkwistador hiszpański z XVI wieku, znany historii głównie ze względu na nieudaną ekspedycję na Jukatan, którą poprowadził w 1517 roku.

## Wyprawa

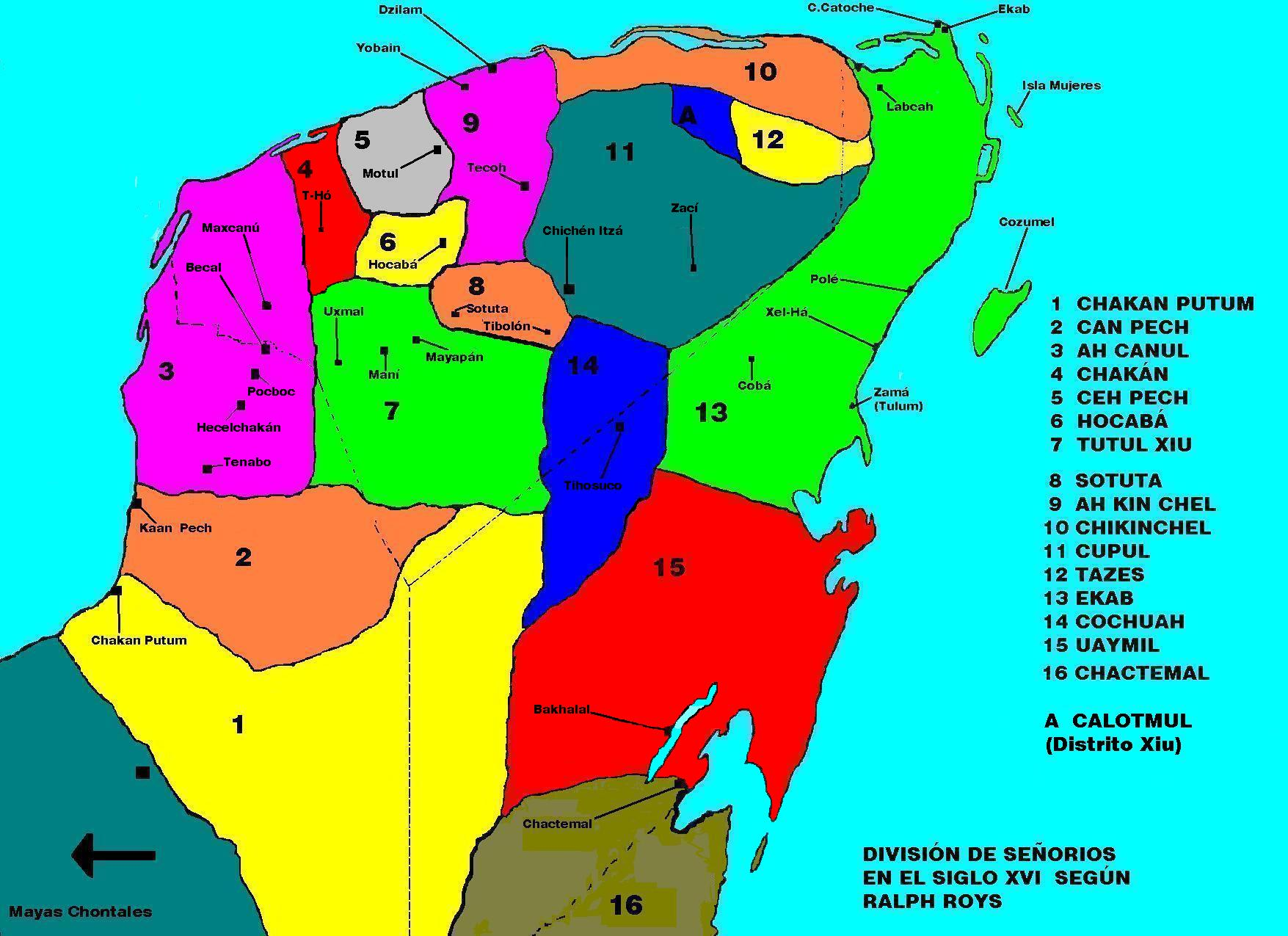
Państwa Majów na pocz. XVI wieku

W roku 1517 grupa Hiszpanów na Kubie (w tym Lope de Ochoa de Caicedo i Cristóbal de Morante), którzy przybyli w poszukiwaniu przygód i złota, czego nie zapewniła im lokalna administracja, postanowili utworzyć zespół odkrywców, na dowódcę wybierając znanego kapitana Córdobę by "wystawić na próbę szczęście i wyruszyć na poszukiwanie i badanie nowych lądów, na których potrafią znaleźć dla siebie miejsce". Grupa śmiałków zakupiła dwa okręty (trzeci wypożyczył im gubernator Diego Velásquez, który zaopatrzył wyprawę w prowiant) i zapas błyskotek do wymiany.
Dwanaście dni statki płynęły wzdłuż wybrzeży Kuby, by następnie skierować się na zachód, na otwarte morze, gdzie złapał je sztorm. Burza trwała dwa dni i statki cudem ocalały. Gdy ucichła, sternik zmienił kurs, a po dziewięciu dniach ukazał się ląd, będący zapewne północno-wschodnim wybrzeżem Jukatanu. Gdy dotarli do wybitnego przylądka (nazwali go Catoche - leżący na terenie obecnej gminy Isla Mujeres w stanie Quintana Roo), na ich powitanie wypłynęło dziesięć piróg wypełnionych Indianami, po czterdzieści osób w każdej. Kilkudziesięciu Indian wdarło się na okręt dowódcy. Mieli na sobie lniane koszule i przepaski, czym różnili się od prawie nagich mieszkańców wysp. Hiszpanie obdarowali ich chlebem i słoniną oraz sznurami szklanych korali.

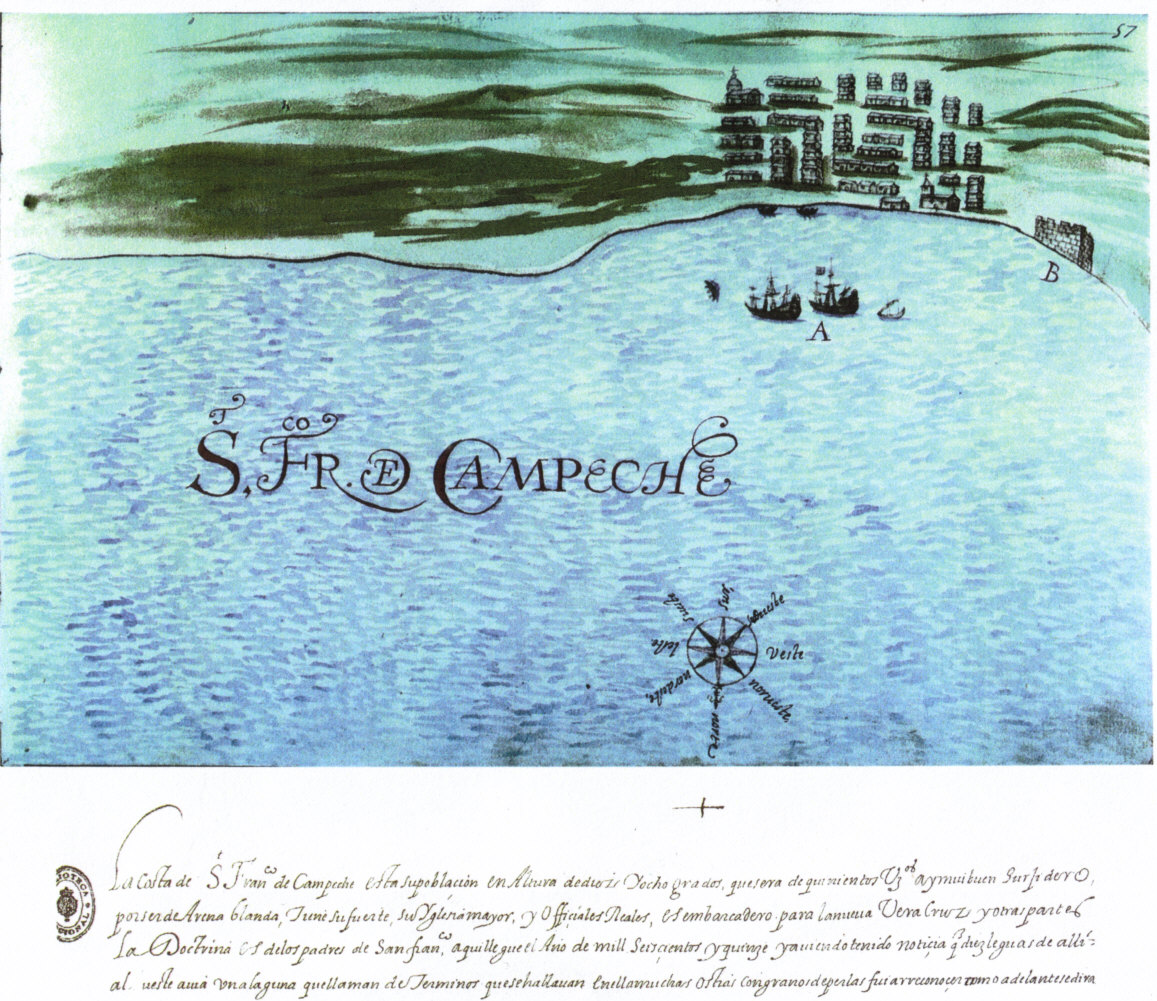
Okolice Campeche na starej mapie

Następnego dnia Indianie pojawili się ponownie w jeszcze większej liczbie, zapraszając Hiszpanów na brzeg. Gdy ci skorzystali z zaproszenia, zostali znienacka zaatakowani przez zbrojną formację. Wystrzeliwszy chmurę strzał Indianie, z maczugami i włóczniami w rękach, rzucili się do ataku, który Hiszpanie odparli z najwyższą trudnością, tracąc piętnastu rannych.
Po bitwie (w czasie której zobaczyli, że krajowcy mają nieco złota) Hiszpanie wrócili na statki i popłynęli na zachód, przebywając kolejne kilkadziesiąt kilometrów wzdłuż niskiego i równinnego wybrzeża Jukatanu, aż dotarli do ujścia rzeki Río Lagartos. Za nim rozciągał się kraj, który Indianie zwali Campeche. Przywitali ich tam ludzie wyglądający na notabli i pytający, czy przypadkiem nie są castilan, co mogłoby świadczyć, że mieszkańcy stałego lądu już słyszeli o okrucieństwie Hiszpanów od Indian, którzy uciekli z wysp antylskich. Powitanie nie było przyjazne, a wkrótce na brzegu pojawili się miejscowi kapłani, którzy wręcz zażądali od przybyszów, by odpłynęli czym prędzej.

## Pogrom
Po kilku dniach Hiszpanie dotarli do dużej osady otoczonej polami kukurydzy. W poszukiwaniu wody pitnej postanowili zejść na ląd, ale tam powitali ich uzbrojeni i pomalowani w barwy wojenne Indianie. W czasie godzinnej krwawej bitwy Hiszpanie ponieśli znaczne straty: 50 zostało zabitych, dwóch dostało się do niewoli, a pozostali (poza jednym) odnieśli rany, w tym wielu ciężkie. Porzuciwszy na lądzie beczki na wodę Hiszpanie wycofali się na statki, gdzie pięciu dalszych zmarło. 
Ranni bardzo cierpieli, ponieważ rany trzeba było przemywać wodą morską. Niektórzy przeklinali dowódcę i jego sternika. Po dalszych kilku dniach żeglugi, gdy nie znaleziono wody pitnej, a brzeg zdawał się skręcać ku zachodowi, zdecydowali się wrócić na Kubę. Kapitan Francisco Hernandes de Córdoba zmarł dziesięć dni po powrocie. "Wyprawa ta pochłonęła wszystkie nasze skromne zapasy; jako biedacy wróciliśmy na Kubę, cali w długach i pokryci ranami; pięćdziesięciu siedmiu zmarło...".
Jedynym osiągnięciem wyprawy było przebadanie południowego i zachodniego brzegu Jukatanu na przestrzeni około 700 kilometrów.